# قائمة النقود المعدنية السورية
هذه قائمة النقود المعدنية السورية، وهي تشمل الإصدارات النقدية المعدنية للكيانات السياسية المختلفة التي تعاقبت على الجزء الشمالي من بلاد الشام بعد انهيار الدولة العثمانية وانهزامها في الحرب العالمية الأولى، أي أنها تغطي الفترة الممتدة من العام 1918م بعد سيطرة فيصل بن الحسين على دمشق في الثورة العربية الكبرى حتى العام 2020م حيث تُمثِّل الجمهورية العربية السورية الكيان السياسي القائم في هذه المنطقة.
تُقسَّم هذه الفترة إلى 5 حقب حسب الكيان السياسي الحاكم كما يلي: المملكة العربية السورية (1918-1920م)، ثُمَّ الانتداب الفرنسي على سوريا ولبنان (1920-1946م)، ثم الجمهورية السورية (1946-1958م) ثم الجمهورية العربية المتحدة (1958-1961م) ثم الجمهورية العربية السورية (منذ 1961م). وكانت العملة المستعملة هي الليرة السورية في هذه الحقب جميعها باستثناء حقبة المملكة، فقد كانت العملة الرسمية فيها هي الدينار.
العملة في الجمهورية العربية السورية هي الليرة السورية، وهي مُقسَّمة إلى 100 قرش. في حقبة الانتداب أشرف البنك السوري على عملية إصدار النقد، وتغيير اسم المصرف خلال تلك الحقبة ليصبح بنك سورية ولبنان. وبعد الجلاء، استمر إشراف مصرف سورية ولبنان على إصدار النقد في البلدين، ثم حلَّت محله مؤسسة إصدار النقد السورية. ولكن، ومنذ عام 1956م، فإن إصدار النقد هو مهمة يشرف عليها مصرف سوريا المركزي. صدر من المسكوكات المعدنية الفئات التالية: نصف قرش وقرش وقرشان وقرشان ونصف وخمسة قروش وعشرة قروش وخمسة وعشرون قرشاً وخمسون قرشاً وليرة وليرتان وخمس ليرات وعشر ليرات وخمسٌ وعشرون ليرة وخمسون ليرة.
تضم مجموعة المسكوكات المعدنية السورية أكثر من 90 قطعة نقدية، منها أربع قطع ذهبية و16 قطعة فضية، بالإضافة إلى عشرات القطع الأخرى التي يتفاوت معدن سبيكتها. أغلب الإصدارات هي إصدارت عامة، ولكن هناك عدد من الإصدارات الخاصة لمناسبات اجتماعية مثل حملة مكافحة الجوع في عام 1968م، أو اقتصادية مثل إنجاز سد الطبقة في العام 1976م أو سياسية مثل تذكار قيام الجمهورية العربية المتحدة في العام 1959م.

## المملكة السورية (1918-1920)

### فئة الدينار
| الرقم التسلسلي | التاريخ        | السبيكة | القطر - الوزن | الوصف | الوجه الأول | الوجه الثاني |
| -------------- | -------------- | ------- | ------------- | --- | ----------- | ------------ |
| 1              | 1920م (1338هـ) | ذهب     | 6.7 غرام      | الوجه الأول النقش: شعار النبالة الكتابة: دينار المملكة السورية، التاريخ: 1920م الوجه الثاني النقش: طغراء الملك فيصل الأول بن الحسين وزخرفة نباتية، ونجمة سباعية. الكتابة: التاريخ: 1338 هـ |             |              |

## الانتداب الفرنسي (1920-1946)
أسندت سلطات الانتداب امتياز إصدار النقد للبنك السوري في عام 1920م، وجُددت هذه الاتفاقية أكثر من مرة في السنوات اللاحقة، وجرى خلالها تغيير اسم المصرف إلى بنك سورية ولبنان، واستمر الوضع كذلك طيلة فترة الانتداب.
تظهر علامتان على العديد من المسكوكات التي ضربت في فترة الانتداب، تخص الأولى دار السك، وهي في باريس وعلامتها قرن الوفرة ، والثانية هي علامة النقَّاش الذي صمم المسكوكة. خلال فترة الانتداب، تبدَّل النقاش العام المُعتمد من دار سك العملة في باريس مرة واحدة فقط، ففي الفترة الممتدة بين عامي (1920-30) كان النقَّاش هو هنري باتي (بالفرنسية: Henri Patey)‏، وعلامته المشعل، أما الفترة بين العامين (1930-46) فقد كان النقَّاش هو لوسين بازور [الفرنسية] (بالفرنسية: Lucien Bazor)‏ وعلامته هي الجناح، وتظهر هاتان واحدة هاتين العلامتين على العديد من المسكوكات التي ضربت في فترة الانتداب.

### فئة نصف القرش
| الرقم التسلسلي | التاريخ | السبيكة         | القطر - الوزن  | الوصف | الوجه الأول | الوجه الثاني |
| -------------- | ------- | --------------- | -------------- | --- | ----------- | ------------ |
| 2              | 1921م   | نحاس ونيكل      | 4 غرام         | الوجه الأول النقش: سنبلتا قمح وإكليل الكتابة: البنك السوري، والفئة: 1/2 غرش سوري، والتاريخ: 1921م الوجه الثاني النقش: نقش نباتي مع رباط الكتابة: (بالفرنسية: BANQUE DE SYRIE)‏، والفئة (بالفرنسية: 1/2PIASTRE SYRIENNE)‏ والتاريخ: 1921م هناك علامتان، الأولى إلى اليسار وهي قرن الوفرة، وهي علامة دار السك في باريس، والثانية إلى اليمين وهي علامة النقاش وهي المِشعل، والنقَّاش هو هنري باتي.                   |             |              |
| 3              | 1935م   | نحاس أصفر ونيكل | 21 مم - 4 غرام | الوجه الأول النقش: زخرفة نباتية وإكليل الكتابة: الجمهورية السورية، والفئة: 1/2 قرش سوري، والتاريخ: 1935م الوجه الثاني النقش: سنبلتا قمح الكتابة: (بالفرنسية: REPUBLIQUE SYRIENNE)‏، والفئة: (بالفرنسية: 1/2PIASTRE SYRIENNE)‏، والتاريخ: 1935م يظهر على الوجه الثاني علامتان، الأولى إلى اليسار وهي قرن الوفرة، وهي علامة دار السك في باريس، والثانية إلى اليمين وهي علامة النَّقَّاش وهي الجناح، وهو لوسين بازور. |             |              |
| 4              | 1936م   | نحاس أصفر ونيكل | 21 مم - 4 غرام | الوجه الأول النقش: زخرفة نباتية وإكليل الكتابة: الجمهورية السورية، والفئة: 1/2 قرش سوري، والتاريخ: 1935م الوجه الثاني النقش: سنبلتا قمح الكتابة: (بالفرنسية: REPUBLIQUE SYRIENNE)‏، والفئة: (بالفرنسية: 1/2PIASTRE SYRIENNE)‏، والتاريخ: 1935م يظهر علامتان، الأولى إلى اليسار وهي قرن الوفرة، وهي علامة دار السك في باريس، والثانية إلى اليمين وهي علامة النقاش وهي الجناح، والنقَّاش هو لوسين بازور.           |             |              |

### فئة القرش
| الرقم التسلسلي | التاريخ | السبيكة         | القطر - الوزن    | الوصف | الوجه الأول | الوجه الثاني |
| -------------- | ------- | --------------- | ---------------- | --- | ----------- | ------------ |
| 5              | 1929م   | نحاس أصفر ونيكل | 24 مم - 5 غرام   | الوجه الأول النقش: زخرفة نباتية، ورأسا أسدين الكتابة: والفئة: غرش سوري (بالفرنسية: 1PIASTRE)‏، والتاريخ: 1929م بالارقام العربية والهندية. الوجه الثاني النقش: نقش نباتي و نجمتان خماسيتان الكتابة: دولة سورية (بالفرنسية: ETATE DE SYRIE)‏ يظهر على الوجه الأول علامتان بجانب التاريخ، الأولى إلى اليسار وهي قرن الوفرة، وهي علامة دار السك في باريس، والثانية إلى اليمين وهي علامة النقاش وهي المِشعل، والنقَّاش هو هنري باتي.                                       |             |              |
| 6              | 1933م   | نحاس ونيكل      | 24 مم - 5 غرام   | الوجه الأول النقش: زخرفة نباتية، ورأسا أسدين الكتابة: والفئة: غرش سوري (بالفرنسية: 1PIASTRE)‏، والتاريخ: 1933م بالارقام العربية والهندية. الوجه الثاني النقش: نقش نباتي ونجمتان خماسيتان الكتابة: دولة سورية (بالفرنسية: ETATE DE SYRIE)‏ يظهر على الوجه الأول علامتان بجانب التاريخ، الأولى إلى اليسار وهي قرن الوفرة، وهي علامة دار السك في باريس، والثانية إلى اليمين وهي علامة النَّقَّاش وهي الجناح، وهو لوسين بازور.                                             |             |              |
| 7              | 1935م   | نحاس أصفر ونيكل | 24 مم - 5 غرام   | الوجه الأول النقش: زخرفة نباتية، ورأسا أسدين الكتابة: والفئة: غرش سوري (بالفرنسية: 1PIASTRE)‏، والتاريخ: 1935م بالارقام العربية والهندية. الوجه الثاني النقش: نقش نباتي ونجمتان خماسيتان الكتابة: دولة سورية (بالفرنسية: ETATE DE SYRIE)‏ يظهر على الوجه الأول علامتان بجانب التاريخ، الأولى إلى اليسار وهي قرن الوفرة، وهي علامة دار السك في باريس، والثانية إلى اليمين وهي علامة النَّقَّاش وهي الجناح، وهو لوسين بازور.                                             |             |              |
| 8              | 1936م   | نحاس أصفر ونيكل | 24 مم - 5 غرام   | الوجه الأول النقش: زخرفة نباتية، ورأسا أسدين الكتابة: والفئة: غرش سوري (بالفرنسية: 1PIASTRE)‏، والتاريخ: 1936م بالارقام العربية والهندية. الوجه الثاني النقش: نقش نباتي ونجمتان خماسيتان الكتابة: دولة سورية (بالفرنسية: ETATE DE SYRIE)‏ يظهر على الوجه الأول علامتان بجانب التاريخ، الأولى إلى اليسار وهي قرن الوفرة، وهي علامة دار السك في باريس، والثانية إلى اليمين وهي علامة النَّقَّاش وهي الجناح، وهو لوسين بازور.                                             |             |              |
| 9              | 1940م   | زنك             | 24 مم - 3.5 غرام | الوجه الأول النقش: زخرفة نباتية، ورأسا أسدين الكتابة: والفئة: غرش سوري (بالفرنسية: 1PIASTRE)‏، والتاريخ: 1940م بالارقام العربية والهندية. الوجه الثاني النقش: نقش نباتي ونجمتان خماسيتان الكتابة: دولة سورية (بالفرنسية: ETATE DE SYRIE)‏ يظهر على الوجه الأول علامتان في موقع أعلى من الإصدارات السابقة كلها بجانب رأسي الأسدين، الأولى إلى اليسار وهي قرن الوفرة، وهي علامة دار السك في باريس، والثانية إلى اليمين وهي علامة النَّقَّاش وهي الجناح، وهو لوسين بازور. |             |              |
| 10             | 1941م   | نحاس أصفر       | -                | الوجه الأول النقش: - الكتابة: سورية، والفئة: 1 غرش الوجه الثاني النقش: - الكتابة: (بالفرنسية: SYRIE)‏ والفئة: (بالفرنسية: 1PIASTRE)‏ |             |              |

### فئة القرشان
| الرقم التسلسلي | التاريخ | السبيكة        | القطر - الوزن | الوصف | الوجه الأول | الوجه الثاني |
| -------------- | ------- | -------------- | ------------- | --- | ----------- | ------------ |
| 11             | 1926م   | ألمنيوم وبرونز | -             | الوجه الأول النقش: زخرفة نباتية، وسنبلتا قمح الكتابة: الفئة: غرشان (بالفرنسية: Deux PIASTRE)‏ ورقماً بالارقام العربية والهندية. الوجه الثاني النقش: نقش نباتي ونجمتان الكتابة: دولة سورية (بالفرنسية: ETATE DE SYRIE)‏ والتاريخ: 1926م، بالارقام العربية والهندية. ليس هناك علامات للنقاش أو لدار السك. |             |              |

### فئة القرشان والنصف
| الرقم التسلسلي | التاريخ | السبيكة        | القطر - الوزن | الوصف | الوجه الأول | الوجه الثاني |
| -------------- | ------- | -------------- | ------------- | --- | ----------- | ------------ |
| 12             | 1940م   | ألمنيوم وبرونز | -             | الوجه الأول النقش: زخرفة نباتية ورأسا أسدين الكتابة: الفئة: غرشان ونصف (بالفرنسية: ½2PIASTRES)‏، ورقماً بالارقام العربية والهندية، والتاريخ: 1940م بالارقام العربية والهندية أيضاً. الوجه الثاني النقش: زخرفة نباتي و نجمتان خماسيتان. الكتابة: دولة سورية (بالفرنسية: ETATE DE SYRIE)‏ يظهر على الوجه الأول علامتان بجانب رأسي الأسدين، الأولى إلى اليسار وهي قرن الوفرة، وهي علامة دار السك في باريس، والثانية إلى اليمين وهي علامة النَّقَّاش وهي الجناح، وهو لوسين بازور. |             |              |
| 13             | 1941م   | ألمنيوم        | -             | الوجه الأول النقش: - الكتابة: سورية، والفئة: ½2 غروش الوجه الثاني النقش: - الكتابة: (بالفرنسية: SYRIE)‏ والفئة: (بالفرنسية: 2PIASTRES½)‏ |             |              |

### فئة خمسة القروش
| الرقم التسلسلي | التاريخ | السبيكة         | القطر - الوزن | الوصف | الوجه الأول | الوجه الثاني |
| -------------- | ------- | --------------- | ------------- | --- | ----------- | ------------ |
| 14             | 1926م   | ألومنيوم وبرونز | 3.9 غرام      | الوجه الأول النقش: زخرفة نباتية وسنبلتا قمح. الكتابة: الفئة: كتابةً: خمسة غروش (بالفرنسية: CINQ PIASTRES)‏ ورقماً بالارقام العربية والهندية. الوجه الثاني النقش: زخرفة نباتية الكتابة: دولة سورية (بالفرنسية: ETATE DE SYRIE)‏، والتاريخ 1926م بالأرقام العربية والهندية يظهر على الوجه الثاني علامتان بجانب التاريخ المكتوب بالارقام العربية، الأولى إلى اليسار وهي قرن الوفرة، وهي علامة دار السك في باريس، والثانية إلى اليمين وهي علامة النقاش وهي المِشعل، والنقَّاش هو هنري باتي. |             |              |
| 15             | 1926م   | ألومنيوم وبرونز | 3.9 غرام      | الوجه الأول النقش: زخرفة نباتية وسنبلتا قمح. الكتابة: الفئة: كتابةً: خمسة غروش (بالفرنسية: CINQ PIASTRES)‏ بالارقام العربية والهندية. الوجه الثاني النقش: زخرفة نباتية الكتابة: دولة سورية (بالفرنسية: ETATE DE SYRIE)‏، والتاريخ 1926م بالأرقام العربية والهندية ليس هناك علامات لدار السك أو للنقاش. |             |              |
| 16             | 1933م   | ألومنيوم وبرونز | 3.9 غرام      | الوجه الأول النقش: زخرفة نباتية وسنبلتا قمح. الكتابة: الفئة: كتابةً: خمسة غروش (بالفرنسية: CINQ PIASTRES)‏ ورقماً بالارقام العربية والهندية. الوجه الثاني النقش: زخرفة نباتية الكتابة: دولة سورية (بالفرنسية: ETATE DE SYRIE)‏، والتاريخ 1926م بالأرقام العربية والهندية يظهر على الوجه الثاني علامتان بجانب التاريخ المكتوب بالأرقام الهندية، الأولى إلى اليسار وهي قرن الوفرة، وهي علامة دار السك في باريس، والثانية إلى اليمين وهي علامة النَّقَّاش وهي الجناح، وهو لوسين بازور.      |             |              |
| 17             | 1933م   | ألمنيوم وبرونز  | 3.9 غرام      | الوجه الأول النقش: زخرفة نباتية وسنبلتا قمح. الكتابة: الفئة: كتابةً: خمسة غروش (بالفرنسية: CINQ PIASTRES)‏ بالارقام العربية والهندية. الوجه الثاني النقش: زخرفة نباتية الكتابة: دولة سورية (بالفرنسية: ETATE DE SYRIE)‏، والتاريخ 1933م بالأرقام العربية والهندية ليس هناك علامات لدار السك أو للنقاش. |             |              |
| 18             | 1935م   | ألومنيوم وبرونز | 3.9 غرام      | الوجه الأول النقش: زخرفة نباتية وسنبلتا قمح. الكتابة: الفئة: كتابةً: خمسة غروش (بالفرنسية: CINQ PIASTRES)‏ ورقماً بالارقام العربية والهندية. الوجه الثاني النقش: زخرفة نباتية الكتابة: دولة سورية (بالفرنسية: ETATE DE SYRIE)‏، والتاريخ 1935م بالأرقام العربية والهندية يظهر على الوجه الثاني علامتان بجانب التاريخ المكتوب بالأرقام الهندية، الأولى إلى اليسار وهي قرن الوفرة، وهي علامة دار السك في باريس، والثانية إلى اليمين وهي علامة النَّقَّاش وهي الجناح، وهو لوسين بازور.      |             |              |
| 19             | 1936م   | ألومنيوم وبرونز | 3.9 غرام      | الوجه الأول النقش: زخرفة نباتية وسنبلتا قمح. الكتابة: الفئة: كتابةً: خمسة غروش (بالفرنسية: CINQ PIASTRES)‏ ورقماً بالارقام العربية والهندية. الوجه الثاني النقش: زخرفة نباتية الكتابة: دولة سورية (بالفرنسية: ETATE DE SYRIE)‏، والتاريخ 1936م بالأرقام العربية والهندية يظهر على الوجه الثاني علامتان بجانب التاريخ المكتوب بالأرقام الهندية، الأولى إلى اليسار وهي قرن الوفرة، وهي علامة دار السك في باريس، والثانية إلى اليمين وهي علامة النَّقَّاش وهي الجناح، وهو لوسين بازور.      |             |              |
| 20             | 1940م   | ألومنيوم وبرونز | 3.9 غرام      | الوجه الأول النقش: زخرفة نباتية وسنبلتا قمح. الكتابة: الفئة: كتابةً: خمسة غروش (بالفرنسية: CINQ PIASTRES)‏ ورقماً بالارقام العربية والهندية. الوجه الثاني النقش: زخرفة نباتية الكتابة: دولة سورية (بالفرنسية: ETATE DE SYRIE)‏، والتاريخ 1940م بالأرقام العربية والهندية يظهر على الوجه الثاني علامتان بجانب التاريخ المكتوب بالأرقام الهندية، الأولى إلى اليسار وهي قرن الوفرة، وهي علامة دار السك في باريس، والثانية إلى اليمين وهي علامة النَّقَّاش وهي الجناح، وهو لوسين بازور.      |             |              |

### فئة عشرة القروش
| الرقم التسلسلي | التاريخ | السبيكة | القطر - الوزن  | الوصف | الوجه الأول | الوجه الثاني |
| -------------- | ------- | ------- | -------------- | --- | ----------- | ------------ |
| 21             | 1929م   | فضة     | 17 مم - 2 غرام | الوجه الأول النقش: زخرفة نباتية الكتابة: دولة سورية (بالفرنسية: ETATE DE SYRIE)‏، الفئة: كتابةً: 10 قرش (بالفرنسية: 10PIASTRES)‏ بالارقام العربية والهندية. الوجه الثاني النقش: زخرفة نباتية، ونجمة خماسية الكتابة: دولة سورية (بالفرنسية: ETATE DE SYRIE)‏، والتاريخ 1929م بالأرقام العربية والهندية. ليس هناك علامات لدار السك أو للنقاش. |             |              |

### فئة 25 قرشاً
| الرقم التسلسلي | التاريخ | السبيكة | القطر - الوزن | الوصف | الوجه الأول | الوجه الثاني |
| -------------- | ------- | ------- | ------------- | --- | ----------- | ------------ |
| 22             | 1929م   | فضة     | 5 غرام        | الوجه الأول النقش: زخرفة نباتية الكتابة: دولة سورية (بالفرنسية: ETATE DE SYRIE)‏، الفئة: كتابةً: 25 قرش (بالفرنسية: 25PIASTRES)‏ بالارقام العربية والهندية. الوجه الثاني النقش: زخرفة نباتية، ونجمة خماسية الكتابة: دولة سورية (بالفرنسية: ETATE DE SYRIE)‏، والتاريخ 1929م بالأرقام العربية والهندية. ليس هناك علامات لدار السك أو للنقاش. |             |              |
| 23             | 1933م   | فضة     | 5 غرام        | الوجه الأول النقش: زخرفة نباتية الكتابة: دولة سورية (بالفرنسية: ETATE DE SYRIE)‏، الفئة: كتابةً: 25 قرش (بالفرنسية: 25PIASTRES)‏ بالارقام العربية والهندية. الوجه الثاني النقش: زخرفة نباتية، ونجمة خماسية الكتابة: دولة سورية (بالفرنسية: ETATE DE SYRIE)‏، والتاريخ 1933م بالأرقام العربية والهندية. يظهر على الوجه الثاني علامتان بجانب التاريخ، الأولى إلى اليسار وهي قرن الوفرة، وهي علامة دار السك في باريس، والثانية إلى اليمين وهي علامة النَّقَّاش وهي الجناح، وهو لوسين بازور. |             |              |
| 24             | 1936م   | فضة     | 5 غرام        | الوجه الأول النقش: زخرفة نباتية الكتابة: دولة سورية (بالفرنسية: ETATE DE SYRIE)‏، الفئة: كتابةً: 25 قرش (بالفرنسية: 25PIASTRES)‏ بالارقام العربية والهندية. الوجه الثاني النقش: زخرفة نباتية، ونجمة خماسية الكتابة: دولة سورية (بالفرنسية: ETATE DE SYRIE)‏، والتاريخ 1936م بالأرقام العربية والهندية. يظهر على الوجه الثاني علامتان بجانب التاريخ، الأولى إلى اليسار وهي قرن الوفرة، وهي علامة دار السك في باريس، والثانية إلى اليمين وهي علامة النَّقَّاش وهي الجناح، وهو لوسين بازور. |             |              |
| 25             | 1937م   | فضة     | 5 غرام        | الوجه الأول النقش: زخرفة نباتية الكتابة: دولة سورية (بالفرنسية: ETATE DE SYRIE)‏، الفئة: كتابةً: 25 قرش (بالفرنسية: 25PIASTRES)‏ بالارقام العربية والهندية. الوجه الثاني النقش: زخرفة نباتية، ونجمة خماسية الكتابة: دولة سورية (بالفرنسية: ETATE DE SYRIE)‏، والتاريخ 1937م بالأرقام العربية والهندية. يظهر على الوجه الثاني علامتان بجانب التاريخ، الأولى إلى اليسار وهي قرن الوفرة، وهي علامة دار السك في باريس، والثانية إلى اليمين وهي علامة النَّقَّاش وهي الجناح، وهو لوسين بازور. |             |              |

### فئة 50 قرشاً
| الرقم التسلسلي | التاريخ | السبيكة | القطر - الوزن | الوصف | الوجه الأول | الوجه الثاني |
| -------------- | ------- | ------- | ------------- | --- | ----------- | ------------ |
| 26             | 1929م   | فضة     | 10 غرام       | الوجه الأول النقش: زخرفة نباتية الكتابة: دولة سورية (بالفرنسية: ETATE DE SYRIE)‏، الفئة: كتابةً: 50 قرش (بالفرنسية: 50PIASTRES)‏ بالارقام العربية والهندية. الوجه الثاني النقش: زخرفة نباتية، ونجمة خماسية الكتابة: دولة سورية (بالفرنسية: ETATE DE SYRIE)‏، والتاريخ 1929م بالأرقام العربية والهندية. ليس هناك علامات لدار السك أو للنقاش. |             |              |
| 27             | 1933م   | فضة     | 10 غرام       | الوجه الأول النقش: زخرفة نباتية الكتابة: دولة سورية (بالفرنسية: ETATE DE SYRIE)‏، الفئة: كتابةً: 50 قرش (بالفرنسية: 50PIASTRES)‏ بالارقام العربية والهندية. الوجه الثاني النقش: زخرفة نباتية، ونجمة خماسية الكتابة: دولة سورية (بالفرنسية: ETATE DE SYRIE)‏، والتاريخ 1933م بالأرقام العربية والهندية. يظهر على الوجه الثاني علامتان بجانب التاريخ، الأولى إلى اليسار وهي قرن الوفرة، وهي علامة دار السك في باريس، والثانية إلى اليمين وهي علامة النَّقَّاش وهي الجناح، وهو لوسين بازور. |             |              |
| 28             | 1936م   | فضة     | 10 غرام       | الوجه الأول النقش: زخرفة نباتية الكتابة: دولة سورية (بالفرنسية: ETATE DE SYRIE)‏، الفئة: كتابةً: 50 قرش (بالفرنسية: 50PIASTRES)‏ بالارقام العربية والهندية. الوجه الثاني النقش: زخرفة نباتية، ونجمة خماسية الكتابة: دولة سورية (بالفرنسية: ETATE DE SYRIE)‏، والتاريخ 1936م بالأرقام العربية والهندية. يظهر على الوجه الثاني علامتان بجانب التاريخ، الأولى إلى اليسار وهي قرن الوفرة، وهي علامة دار السك في باريس، والثانية إلى اليمين وهي علامة النَّقَّاش وهي الجناح، وهو لوسين بازور. |             |              |
| 29             | 1937م   | فضة     | 10 غرام       | الوجه الأول النقش: زخرفة نباتية الكتابة: دولة سورية (بالفرنسية: ETATE DE SYRIE)‏، الفئة: كتابةً: 50 قرش (بالفرنسية: 50PIASTRES)‏ بالارقام العربية والهندية. الوجه الثاني النقش: زخرفة نباتية، ونجمة خماسية الكتابة: دولة سورية (بالفرنسية: ETATE DE SYRIE)‏، والتاريخ 1937م بالأرقام العربية والهندية. يظهر على الوجه الثاني علامتان بجانب التاريخ، الأولى إلى اليسار وهي قرن الوفرة، وهي علامة دار السك في باريس، والثانية إلى اليمين وهي علامة النَّقَّاش وهي الجناح، وهو لوسين بازور. |             |              |

## الجمهورية السورية (1946-1958)
ملاحظات عامة
- بدءاً من هذه الإصدارات عاد استعمال التقويم الهجري.
- الاسم الرسمي للبلاد هو الجمهورية السورية، بدون كلمة العربية.
- يظهر صقر قريش للمرة الأولى على العملات المعدنية، ويكون على صدره ثلاث نجوم بما يتطابق مع علم البلاد في تلك الفترة.

### فئة القرشان ونصف
| الرقم التسلسلي | التاريخ | السبيكة    | القطر - الوزن | الوصف | الوجه الأول | الوجه الثاني |
| -------------- | ------- | ---------- | ------------- | --- | ----------- | ------------ |
| 30             | 1948م   | نحاس ونيكل | -             | الوجه الأول النقش: زخرفة نباتية ومستطيل. الكتابة: الجمهوريّة السّوريّة، والفئة: كتابةً: قرشان ونصف ورقماً بالارقام الهندية. الوجه الثاني النقش: صقر قريش وعلى صدره ثلاث نجوم. الكتابة: الجمهورية السورية، والتاريخ: 1367هـ 1948م بالأرقام الهندية. |             |              |
| 31             | 1956م   | نحاس ونيكل | -             | الوجه الأول النقش: زخرفة نباتية ومستطيل. الكتابة: الجمهوريّة السّوريّة، الفئة: كتابةً: قرشان ونصف ورقماً بالارقام الهندية. الوجه الثاني النقش: صقر قريش وعلى صدره ثلاث نجوم. الكتابة: الجمهورية السورية، والتاريخ 1375هـ 1956م بالأرقام الهندية.   |             |              |

### فئة خمسة القروش
| الرقم التسلسلي | التاريخ | السبيكة    | القطر - الوزن | الوصف | الوجه الأول | الوجه الثاني |
| -------------- | ------- | ---------- | ------------- | --- | ----------- | ------------ |
| 32             | 1948م   | نحاس ونيكل | 3 غرام        | الوجه الأول النقش: زخرفة نباتية ومعين ونجمتان خماسيتان. الكتابة: الجمهورية السّورية، والفئة: 5 قروش بالارقام الهندية. الوجه الثاني النقش: صقر قريش وعلى صدره ثلاث نجوم. الكتابة: الجمهورية السورية، والتاريخ 1367هـ 1948م بالأرقام الهندية. |             |              |
| 33             | 1956م   | نحاس ونيكل | 3 غرام        | الوجه الأول النقش: زخرفة نباتية ومعين ونجمتان خماسيتان. الكتابة: الجمهورية السّورية، والفئة: 5 قروش بالارقام الهندية. الوجه الثاني النقش: صقر قريش وعلى صدره ثلاث نجوم. الكتابة: الجمهورية السورية، والتاريخ 1375هـ 1956م بالأرقام الهندية. |             |              |

### فئة عشرة القروش
| الرقم التسلسلي | التاريخ | السبيكة    | القطر - الوزن  | الوصف | الوجه الأول | الوجه الثاني |
| -------------- | ------- | ---------- | -------------- | --- | ----------- | ------------ |
| 34             | 1948م   | نحاس ونيكل | 21 مم - 4 غرام | الوجه الأول النقش: زخرفة نباتية. الكتابة: الجمهُورية السُورية، والفئة: 10 قروش بالارقام الهندية. الوجه الثاني النقش: صقر قريش وعلى صدره ثلاث نجوم. الكتابة: الجمهورية السورية، والتاريخ: 1367هـ 1948م بالأرقام الهندية. |             |              |
| 35             | 1956م   | نحاس ونيكل | 21 مم - 4 غرام | الوجه الأول النقش: زخرفة نباتية. الكتابة: الجمهُورية السُورية، والفئة: 10 قروش بالارقام الهندية. الوجه الثاني النقش: صقر قريش وعلى صدره ثلاث نجوم. الكتابة: الجمهورية السورية، والتاريخ 1375هـ 1956م بالأرقام الهندية.  |             |              |

### فئة 25 قرشاً
| الرقم التسلسلي | التاريخ | السبيكة | القطر - الوزن | الوصف | الوجه الأول | الوجه الثاني |
| -------------- | ------- | ------- | ------------- | --- | ----------- | ------------ |
| 36             | 1947م   | فضة     | 2.5 غرام      | الوجه الأول النقش: زخرفة نباتية ومربع ومعين وقرص شمس مع أشعة وسنبلتا قمح. الكتابة: الجمهُورية السُورية، والفئة: 25 قرشاً بالارقام الهندية، والتاريخ 1366هـ - 1947م بالأرقام الهندية. الوجه الثاني النقش: صقر قريش وعلى صدره ثلاث نجوم. الكتابة: الجمهورية السورية. |             |              |

### فئة 50 قرشاً
| الرقم التسلسلي | التاريخ | السبيكة | القطر - الوزن | الوصف | الوجه الأول | الوجه الثاني |
| -------------- | ------- | ------- | ------------- | --- | ----------- | ------------ |
| 37             | 1947م   | فضة     | 5 غرام        | الوجه الأول النقش: زخرفة نباتية وعمودان مع قوس معماري وقرص شمس مع أشعة. الكتابة: الجمهُورية السُورية، والفئة: 50 قرشاً بالارقام الهندية، والتاريخ 1366هـ - 1947م بالأرقام الهندية. الوجه الثاني النقش: صقر قريش وعلى صدره ثلاث نجوم. الكتابة: الجمهورية السورية. |             |              |
| 38             | 1950م   | ذهب     | 3.38 غرام     | الوجه الأول (2) النقش: زخرفة نباتية ومستطيل. الكتابة: الجمهورية السّورية. الوجه الثاني النقش: صقر قريش وعلى صدره ثلاث نجوم. الكتابة: الجمهورية السورية، والتاريخ 1369هـ 1950م بالأرقام الهندية.                                                                |             |              |

### فئة الليرة
| الرقم التسلسلي | التاريخ | السبيكة | القطر - الوزن      | الوصف | الوجه الأول | الوجه الثاني |
| -------------- | ------- | ------- | ------------------ | --- | ----------- | ------------ |
| 39             | 1950م   | فضة     | 27.8 مم - 9.9 غرام | الوجه الأول النقش: زخرفة نباتية ومستطيل. الكتابة: الجمهورية السورية، والفئة:كتابة: ليرة واحدة ورقماً بالارقام الهندية. الوجه الثاني النقش: صقر قريش وعلى صدره ثلاث نجوم. الكتابة: الجمهورية السورية، والتاريخ 1369هـ 1950م بالأرقام الهندية. |             |              |
| 40             | 1950م   | ذهب     | 21 مم - 6.76 غرام  | الوجه الأول النقش: زخرفة نباتية ومستطيل. الكتابة: الجمهورية السّورية. الوجه الثاني النقش: صقر قريش وعلى صدره ثلاث نجوم. الكتابة: الجمهورية السورية، والتاريخ 1369هـ 1950م بالأرقام الهندية.                                                  |             |              |

## الجمهورية العربية المتحدة (1958-1961)

### فئة القرشان ونصف
| الرقم التسلسلي | التاريخ | السبيكة         | القطر - الوزن  | الوصف | الوجه الأول | الوجه الثاني |
| -------------- | ------- | --------------- | -------------- | --- | ----------- | ------------ |
| 41             | 1960م   | ألومنيوم وبرونز | 17 مم - 2 غرام | الوجه الأول النقش: زخرفة نباتية ومستطيل. الكتابة: الجُمهُوريَّة العَربيَّة المتحِدة، والفئة: كتابةً: قرشان سوريان ونصف ورقماً بالارقام الهندية. الوجه الثاني النقش: نسر صلاح الدين وعلى صدره علم الجمهورية الذي يحتوي نجمتين خماسيتين. الكتابة: الجمهورية العربية المتحدة، والتاريخ 1380هـ 1960م بالأرقام الهندية. |             |              |

### فئة خمسة القروش
| الرقم التسلسلي | التاريخ | السبيكة         | القطر - الوزن  | الوصف | الوجه الأول | الوجه الثاني |
| -------------- | ------- | --------------- | -------------- | --- | ----------- | ------------ |
| 42             | 1960م   | ألومنيوم وبرونز | 19 مم - 3 غرام | الوجه الأول النقش: زخرفة نباتية ونجمتان خماسيتان ومُعيَّن. الكتابة: الجُمهُوريَّة العَربيَّة المتحِدة، والفئة: كتابةً: 5 قروش سورية بالارقام الهندية. الوجه الثاني النقش: نسر صلاح الدين وعلى صدره علم الجمهورية الذي يحتوي نجمتين خماسيتين. الكتابة: الجمهورية العربية المتحدة، والتاريخ 1380هـ 1960م بالأرقام الهندية. |             |              |

### فئة عشرة القروش
| الرقم التسلسلي | التاريخ | السبيكة         | القطر - الوزن  | الوصف | الوجه الأول | الوجه الثاني |
| -------------- | ------- | --------------- | -------------- | --- | ----------- | ------------ |
| 43             | 1960م   | ألومنيوم وبرونز | 21 مم - 4 غرام | الوجه الأول النقش: زخرفة نباتية ومستطيل. الكتابة: الجُمهُوريَّة العَربيَّة المتحدة، والفئة: كتابةً: 10 قروش سورية بالارقام الهندية. الوجه الثاني النقش: نسر صلاح الدين وعلى صدره علم الجمهورية الذي يحتوي نجمتين خماسيتين. الكتابة: الجمهورية العربية المتحدة، والتاريخ 1380هـ 1960م بالأرقام الهندية. |             |              |

### فئة 25 قرشاً
| الرقم التسلسلي | التاريخ | السبيكة | القطر - الوزن      | الوصف | الوجه الأول | الوجه الثاني |
| -------------- | ------- | ------- | ------------------ | --- | ----------- | ------------ |
| 44             | 1958م   | فضة     | 20.3 مم - 3.5 غرام | الوجه الأول النقش: مسنن وسنبلتا قمح. الكتابة: الجُمهوريّة العَربيَة المتحدَة، والفئة: كتابةً: 25 قرشاً سورياً بالارقام الهندية، والتاريخ 1377هـ 1958م بالأرقام الهندية. الوجه الثاني النقش: نسر صلاح الدين وعلى صدره علم الجمهورية الذي يحتوي نجمتين خماسيتين. الكتابة: الجمهورية العربية المتحدة. |             |              |

### فئة 50 قرشاً
| الرقم التسلسلي | التاريخ | السبيكة | القطر - الوزن    | الوصف | الوجه الأول | الوجه الثاني |
| -------------- | ------- | ------- | ---------------- | --- | ----------- | ------------ |
| 45             | 1958م   | فضة     | 23.4 مم - 5 غرام | الوجه الأول النقش: إكليل وسيف وأشعة. الكتابة: الجُمهوريّة العَربيَة المتحدَة، والفئة: كتابةً: 50 قرشاً سورياً بالارقام الهندية، والتاريخ 1377هـ 1958م بالأرقام الهندية. الوجه الثاني النقش: نسر صلاح الدين وعلى صدره علم الجمهورية الذي يحتوي نجمتين خماسيتين. الكتابة: الجمهورية العربية المتحدة.            |             |              |
| 46             | 1959م   | فضة     | 20.3 مم - 5 غرام | الوجه الأول النقش: -. الكتابة: تذكار قيام الجُمهوريّة العَربيَة المتحدَة 23 فبراير 1958، والفئة: كتابةً: 50 قرشاً سُوريّاً بالارقام الهندية، والتاريخ 1959م 1378هـ بالأرقام الهندية. الوجه الثاني النقش: نسر صلاح الدين وعلى صدره علم الجمهورية الذي يحتوي نجمتين خماسيتين. الكتابة: الجمهورية العربية المتحدة. |             |              |

## الجمهورية العربية السورية (1961-)

عبارة اتحاد الجمهوريات العربية كما ظهرت على المسكوكات في الفترة بين عامي 1972 و 1977م

### فئة القرشان ونصف
| الرقم التسلسلي | التاريخ | السبيكة         | القطر - الوزن  | الوصف | الوجه الأول | الوجه الثاني |
| -------------- | ------- | --------------- | -------------- | --- | ----------- | ------------ |
| 47             | 1962م   | ألومنيوم وبرونز | 17 مم - 2 غرام | الوجه الأول النقش: زخرفة نباتية ومستطيل. الكتابة: الجمهوريَّة العَربيَة السورية، والفئة: كتابةً: قرشان ونصف ورقماً بالارقام الهندية. الوجه الثاني النقش: صقر قريش وعلى صدره ثلاث نجوم خماسية. الكتابة: الجمهورية العربية السورية، والتاريخ 1382هـ 1962م بالأرقام الهندية. |             |              |
| 48             | 1965م   | ألومنيوم وبرونز | 17 مم - 2 غرام | الوجه الأول النقش: زخرفة نباتية ومستطيل. الكتابة: الجمهوريَّة العَربيَة السورية، والفئة: كتابةً: قرشان ونصف ورقماً بالارقام الهندية. الوجه الثاني النقش: صقر قريش وعلى صدره ثلاث نجوم خماسية. الكتابة: الجمهورية العربية السورية، والتاريخ 1385هـ 1965م بالأرقام الهندية. |             |              |
| 49             | 1973م   | ألومنيوم وبرونز | 17 مم - 2 غرام | الوجه الأول النقش: زخرفة نباتية ومستطيل. الكتابة: الجمهوريَّة العَربيَة السورية، والفئة: كتابةً: قرشان ونصف ورقماً بالارقام الهندية. الوجه الثاني النقش: صقر قريش وعلى صدره ثلاث نجوم خماسية. الكتابة: اتحاد الجمهوريات العربية، والتاريخ 1393هـ 1973م بالأرقام الهندية.  |             |              |

### فئة خمسة القروش
| الرقم التسلسلي | التاريخ | السبيكة         | القطر - الوزن  | الوصف | الوجه الأول | الوجه الثاني |
| -------------- | ------- | --------------- | -------------- | --- | ----------- | ------------ |
| 50             | 1962م   | ألومنيوم وبرونز | 19 مم - 3 غرام | الوجه الأول النقش: زخرفة نباتية ومعين ونجمتان خماسيتان. الكتابة: الجمهُورية العربية السُورية، والفئة: 5 قروش بالارقام الهندية. الوجه الثاني النقش: صقر قريش وعلى صدره ثلاث نجوم خماسية. الكتابة: الجمهورية العربية السورية، والتاريخ 1382هـ 1962م بالأرقام الهندية.                                           |             |              |
| 51             | 1965م   | ألومنيوم وبرونز | 19 مم - 3 غرام | الوجه الأول النقش: زخرفة نباتية ومعين ونجمتان خماسيتان. الكتابة: الجمهُورية العربية السُورية، والفئة: 5 قروش بالارقام الهندية. الوجه الثاني النقش: صقر قريش وعلى صدره ثلاث نجوم خماسية. الكتابة: الجمهورية العربية السورية، والتاريخ 1385هـ 1965م بالأرقام الهندية.                                           |             |              |
| 52             | 1971م   | ألومنيوم وبرونز | 19 مم - 3 غرام | الوجه الأول النقش: زخرفة نباتية، وسنبلة قمح. الكتابة: االغذاء للجميع، والفئة: 5 قروش بالارقام الهندية. الوجه الثاني النقش: صقر قريش وعلى صدره ثلاث نجوم خماسية. الكتابة: الجمهورية العربية السورية، والتاريخ 1391هـ 1971م بالأرقام الهندية.                                                                 |             |              |
| 53             | 1974م   | ألومنيوم وبرونز | 19 مم - 3 غرام | الوجه الأول النقش: زخرفة نباتية ومعين ونجمتان خماسيتان. الكتابة: الجمهُورية العربية السُورية، والفئة: 5 قروش بالارقام الهندية. الوجه الثاني النقش: صقر قريش من غير نجوم على صدره. الكتابة: اتحاد الجمهوريات العربية، والتاريخ 1394هـ 1974م بالأرقام الهندية.                                                  |             |              |
| 54             | 1976م   | ألومنيوم وبرونز | 19 مم - 3 غرام | الوجه الأول النقش: سد الطبقة، وبرج كهربائي، ونصف مسنن وسنبلة قمح. الكتابة: الجمهورية العربية السورية سد الفرات زيادة إنتاج الغداء في العالم، والفئة: 5 قروش بالارقام الهندية. الوجه الثاني النقش: صقر قريش من غير نجوم على صدره. الكتابة: اتحاد الجمهوريات العربية، والتاريخ 1396هـ 1976م بالأرقام الهندية. |             |              |
| 55             | 1979م   | ألومنيوم وبرونز | 19 مم - 3 غرام | الوجه الأول النقش: زخرفة نباتية ومعين ونجمتان خماسيتان. الكتابة: الجمهُورية العربية السُورية، والفئة: 5 قروش بالارقام الهندية. الوجه الثاني النقش: صقر قريش وعلى صدره ثلاث نجوم خماسية. الكتابة: الجمهورية العربية السورية، والتاريخ 1399هـ 1979م بالأرقام الهندية.                                           |             |              |

### فئة عشرة القروش
| الرقم التسلسلي | التاريخ | السبيكة         | القطر - الوزن  | الوصف | الوجه الأول | الوجه الثاني |
| -------------- | ------- | --------------- | -------------- | --- | ----------- | ------------ |
| 56             | 1962م   | ألومنيوم وبرونز | 21 مم - 4 غرام | الوجه الأول النقش: زخرفة نباتية ومستطيل. الكتابة: الجمهُورية العرَبية السُورية، والفئة: 10 قروش بالارقام الهندية. الوجه الثاني النقش: صقر قريش وعلى صدره ثلاث نجوم. الكتابة: الجمهورية العربية السورية، والتاريخ: 1382هـ 1962م بالأرقام الهندية.                                                                |             |              |
| 57             | 1965م   | ألومنيوم وبرونز | 21 مم - 4 غرام | الوجه الأول النقش: زخرفة نباتية ومستطيل. الكتابة: الجمهُورية العرَبية السُورية، والفئة: 10 قروش بالارقام الهندية. الوجه الثاني النقش: صقر قريش وعلى صدره ثلاث نجوم. الكتابة: الجمهورية العربية السورية، والتاريخ: 1385هـ 1965م بالأرقام الهندية.                                                                |             |              |
| 58             | 1974م   | ألومنيوم وبرونز | 21 مم - 4 غرام | الوجه الأول النقش: زخرفة نباتية ومعين ونجمتان خماسيتان. الكتابة: الجمهُورية العرَبية السُورية، والفئة: 10 قروش بالارقام الهندية. الوجه الثاني النقش: صقر قريش من غير نجوم على صدره. الكتابة: اتحاد الجمهوريات العربية، والتاريخ 1394هـ 1974م بالأرقام الهندية.                                                  |             |              |
| 59             | 1976م   | ألومنيوم وبرونز | 21 مم - 4 غرام | الوجه الأول النقش: سد الطبقة، وبرج كهربائي، ونصف مسنن وسنبلة قمح. الكتابة: الجمهورية العربية السورية سد الفرات زيادة إنتاج الغداء في العالم، والفئة: 10 قروش بالارقام الهندية. الوجه الثاني النقش: صقر قريش من غير نجوم على صدره. الكتابة: اتحاد الجمهوريات العربية، والتاريخ 1396هـ 1976م بالأرقام الهندية. |             |              |
| 60             | 1979م   | ألومنيوم وبرونز | 21 مم - 4 غرام | الوجه الأول النقش: زخرفة نباتية ومعين ونجمتان خماسيتان. الكتابة: الجمهُورية العرَبية السُورية، والفئة: 10 قروش بالارقام الهندية. الوجه الثاني النقش: صقر قريش وعلى صدره ثلاث نجوم خماسية. الكتابة: الجمهورية العربية السورية، والتاريخ 1399هـ 1979م بالأرقام الهندية.                                           |             |              |

### فئة 25 قرشاً
| الرقم التسلسلي | التاريخ | السبيكة | القطر - الوزن      | الوصف | الوجه الأول | الوجه الثاني |
| -------------- | ------- | ------- | ------------------ | --- | ----------- | ------------ |
| 61             | 1968م   | نيكل    | 20.3 مم - 3.5 غرام | الوجه الأول النقش: زخرفة نباتية ومستطيل. الكتابة: الجمهُورية العَربية السُورية، والفئة: 25 قرشاً بالارقام الهندية،التاريخ 1387هـ - 1968م بالأرقام الهندية. الوجه الثاني النقش: صقر قريش وعلى صدره ثلاث نجوم. الكتابة: الجمهورية العربية السورية.                                                                                              |             |              |
| 62             | 1972م   | نيكل    | 20.3 مم - 3.5 غرام | الوجه الأول النقش: مشعل مُتقد وسنبلتا قمح. الكتابة: الجمهُورية العَربية السُورية، الذكرى الـ 25 لتأسيس حزب البعث العربي الاشتراكي، والفئة: 25 قرشاً بالارقام الهندية، والتاريخ 1387هـ - 1972م بالأرقام الهندية. الوجه الثاني النقش: صقر قريش من غير نجوم على صدره. الكتابة: اتحاد الجمهوريات العربية والتاريخ 1392هـ - 1972م بالأرقام الهندية. |             |              |
| 63             | 1974م   | نيكل    | 20.3 مم - 3.5 غرام | الوجه الأول النقش: زخرفة نباتية ومستطيل. الكتابة: الجمهُورية العربية السُورية، الذكرى الـ 25 لتأسيس حزب البعث العربي الاشتراكي، والفئة: 25 قرشاً بالارقام الهندية. الوجه الثاني النقش: صقر قريش من غير نجوم على صدره. الكتابة: اتحاد الجمهوريات العربية، والتاريخ 1392هـ 1972م بالأرقام الهندية.                                             |             |              |
| 64             | 1976م   | نيكل    | 20.3 مم - 3.5 غرام | الوجه الأول النقش: سد الطبقة، وبرج كهربائي، ونصف مسنن وسنبلة قمح. الكتابة: الجمهورية العربية السورية سد الفرات زيادة إنتاج الغداء في العالم، والفئة:25 قرشاً بالارقام الهندية. الوجه الثاني النقش: صقر قريش من غير نجوم على صدره. الكتابة: اتحاد الجمهوريات العربية، والتاريخ 1396هـ 1976م بالأرقام الهندية.                               |             |              |
| 65             | 1979م   | نيكل    | 20.3 مم - 3.5 غرام | الوجه الأول النقش: زخرفة نباتية ومستطيل. الكتابة: الجمهُورية العَربية السُورية، والفئة: 25 قرشاً بالارقام الهندية. الوجه الثاني النقش: صقر قريش من غير نجوم على صدره. الكتابة: الجمهورية العربية السورية، والتاريخ 1399هـ - 1979م بالأرقام الهندية.                                                                                           |             |              |

### فئة 50 قرشاً
| الرقم التسلسلي | التاريخ | السبيكة | القطر - الوزن      | الوصف | الوجه الأول | الوجه الثاني |
| -------------- | ------- | ------- | ------------------ | --- | ----------- | ------------ |
| 66             | 1968م   | نيكل    | 23.4 مم -5 غرام    | الوجه الأول النقش: زخرفة نباتية ومستطيل وسنبلتا قمح. الكتابة: الجمهورية العربية السورية، والفئة: 50 قرشاً بالارقام الهندية، والتاريخ 1387هـ - 1968م بالأرقام الهندية. الوجه الثاني النقش: صقر قريش وعلى صدره ثلاث نجوم. الكتابة: الجمهورية العربية السورية.                                                                         |             |              |
| 67             | 1972م   | نيكل    | 23.4 مم -5 غرام    | الوجه الأول النقش: مشعل وسنبلة قمح الكتابة: الجمهورية العربية السورية، الذكرى الـ 25 لتأسيس حزب البعث العربي الاشتراكي، والفئة: 50 قرشاً بالارقام الهندية، والتاريخ 1387هـ - 1972م بالأرقام الهندية. الوجه الثاني النقش: صقر قريش من غير نجوم على صدره. الكتابة: اتحاد الجمهوريات العربية والتاريخ 1392هـ - 1972م بالأرقام الهندية. |             |              |
| 68             | 1974م   | نيكل    | 23.4 مم -5 غرام    | الوجه الأول النقش: زخرفة نباتية ومستطيل وسنبلتا قمح. الكتابة: الجمهورية العربية السورية، والفئة: 50 قرشاً بالارقام الهندية. الوجه الثاني النقش: صقر قريش من غير نجوم على صدره. الكتابة: اتحاد الجمهوريات العربية، والتاريخ 1394هـ - 1974م بالأرقام الهندية.                                                                         |             |              |
| 69             | 1976م   | نيكل    | 20.3 مم - 3.5 غرام | الوجه الأول النقش: سد الطبقة، وبرج كهربائي، ونصف مسنن وسنبلة قمح. الكتابة: الجمهورية العربية السورية سد الفرات زيادة إنتاج الغداء في العالم، والفئة:50 قرشاً بالارقام الهندية. الوجه الثاني النقش: صقر قريش من غير نجوم على صدره. الكتابة: اتحاد الجمهوريات العربية، والتاريخ 1396هـ 1976م بالأرقام الهندية.                        |             |              |
| 70             | 1979م   | نيكل    | 20.3 مم - 3.5 غرام | الوجه الأول النقش: زخرفة نباتية ومستطيل. الكتابة: الجمهورية العربية السورية، والفئة: 50 قرشاً بالارقام الهندية. الوجه الثاني النقش: صقر قريش من غير نجوم على صدره. الكتابة: الجمهورية العربية السورية، والتاريخ 1399هـ - 1979م بالأرقام الهندية.                                                                                    |             |              |

### فئة الليرة
| الرقم التسلسلي | التاريخ | السبيكة           | القطر - الوزن       | الوصف | الوجه الأول | الوجه الثاني |
| -------------- | ------- | ----------------- | ------------------- | --- | ----------- | ------------ |
| 71             | 1968م   | نيكل              | 27 مم - 7.5 غرام    | الوجه الأول النقش: زخرفة نباتية ومستطيل ومُعيَّن. الكتابة: الجمهورية العربية السورية، والفئة: ليرَة وَاحدَة بالارقام الهندية، والتاريخ 1387هـ - 1968م بالأرقام الهندية. الوجه الثاني النقش: صقر قريش وعلى صدره ثلاث نجوم خماسية. الكتابة: الجمهورية العربية السورية. |             |              |
| 72             | 1968م   | نيكل              | 27 مم - 7.5 غرام    | الوجه الأول النقش: يدان ومستطيل وخمس سنايل قمح. الكتابة: الجمهورية العربية السورية حملة مكافحة الجوع، والفئة: كتابةً ليرَة وَاحدَة ورقماً بالارقام الهندية، والتاريخ 1388هـ - 1968م بالأرقام الهندية. الوجه الثاني النقش: صقر قريش وعلى صدره ثلاث نجوم. الكتابة: الجمهورية العربية السورية.                                                                                          |             |              |
| 73             | 1971م   | نيكل              | 27 مم - 7.5 غرام    | الوجه الأول النقش: زخرفة نباتية ومستطيل ومُعيَّن. الكتابة: الجمهورية العربية السورية، والفئة: ليرَة وَاحدَة بالارقام الهندية، والتاريخ 1391هـ - 1971م بالأرقام الهندية. الوجه الثاني النقش: صقر قريش وعلى صدره ثلاث نجوم. الكتابة: الجمهورية العربية السورية. |             |              |
| 74             | 1972م   | نيكل              | 27 مم - 7.5 غرام    | الوجه الأول النقش: مشعل متقد ويد وسنبلة قمح ونصف مسنن وخريطة الوطن العربي. الكتابة: الجمهورية العربية السورية، الذكرى الخامسة والعشرون لتأسيس حزب البعث العربي الاشتراكي، والفئة: ليرة واحدة، والتاريخ 1387هـ - 1972م بالأرقام الهندية. الوجه الثاني النقش: صقر قريش من غير نجوم على صدره. الكتابة: اتحاد الجمهوريات العربية والتاريخ 1392هـ - 1972م بالأرقام الهندية.          |             |              |
| 75             | 1976م   | نيكل              | 27 مم - 7.5 غرام    | الوجه الأول النقش: سد الطبقة، وبرج كهربائي، ونصف مسنن وسنبلة قمح. الكتابة: الجمهورية العربية السورية سد الفرات زيادة إنتاج الغداء في العالم، والفئة:كتابةً: ليرة سورية ورقماً: بالارقام الهندية. الوجه الثاني النقش: صقر قريش من غير نجوم على صدره. الكتابة: اتحاد الجمهوريات العربية، والتاريخ 1396هـ 1976م بالأرقام الهندية.                                                    |             |              |
| 76             | 1978م   | نيكل              | 27 مم - 7.5 غرام    | الوجه الأول النقش: مقطع جانبي لرأس حافظ الأسد. الكتابة: ذكرى إعادة انتخاب الرئيس حافظ الأسد، والفئة:كتابةً: ليرة سورية ورقماً: بالأرقام الهندية. الوجه الثاني النقش: صقر قريش وعلى صدره ثلاث نجوم. الكتابة: اتحاد الجمهوريات العربية، والتاريخ 1398هـ 1978م بالأرقام الهندية. |             |              |
| 77             | 1979م   | نحاس ونيكل        | 27 مم - 7.5 غرام    | الوجه الأول النقش: زخرفة نباتية ومستطيل ومُعيَّن. الكتابة: الجمهورية العربية السورية، والفئة: ليرَة وَاحدَة بالارقام الهندية. الوجه الثاني النقش: صقر قريش وعلى صدره ثلاث نجوم. الكتابة: الجمهورية العربية السورية، والتاريخ 1399هـ - 1979م بالأرقام الهندية. |             |              |
| 78             | 1991م   | فولاذ مقاوم للصدأ | 21 مم - 4.94 غرام   | الوجه الأول النقش: زخرفة نباتية ومستطيل ومُعيَّن. الكتابة: الجمهورية العربية السورية، والفئة: ليرَة وَاحدَة بالارقام الهندية. الوجه الثاني النقش: صقر قريش وعلى صدره ثلاث نجوم. الكتابة: الجمهورية العربية السورية، والتاريخ 1412هـ - 1991م بالأرقام الهندية. |             |              |
| 79             | 1994م   | فولاذ مقاوم للصدأ | 21 مم - 5 غرام      | الوجه الأول النقش: زخرفة نباتية ومستطيل ومُعيَّن. الكتابة: الجمهورية العربية السورية، والفئة: ليرَة وَاحدَة بالارقام الهندية. الوجه الثاني النقش: صقر قريش وعلى صدره علم سوريا المستعمل في فترة الإصدار (3). الكتابة: الجمهورية العربية السورية، والتاريخ 1414هـ - 1994م بالأرقام الهندية.                                                                                            |             |              |
| 80             | 1996م   | فولاذ مقاوم للصدأ | 21 مم - 5 غرام      | الوجه الأول النقش: زخرفة نباتية ومستطيل ومُعيَّن. الكتابة: الجمهورية العربية السورية، والفئة: ليرَة وَاحدَة بالارقام الهندية. الوجه الثاني النقش: صقر قريش وعلى صدره علم سوريا المستعمل في فترة الإصدار (4). الكتابة: الجمهورية العربية السورية، والتاريخ 1416هـ - 1996م بالأرقام الهندية.                                                                                            |             |              |
| 81             | 2000م   | فضة               | 38 مم - 31٫103 غرام | الوجه الأول النقش: تمثال نصفي للرئيس الثامن عشر حافظ الأسد محاط بغصني زيتون. الكتابة: رئيس الجمهورية الفريق حافظ الأسد 1970-2000، والفئة: ليرَة وَاحدَة بالأرقام الهندية. الوجه الثاني النقش: صقر قريش وعلى صدره علم سوريا المستعمل في فترة الإصدار. الكتابة: القسم العلوي:الجمهورية العربية السورية، القسم السفلي: مصرف سورية المركزي، والتاريخ 1421هـ - 2000م بالأرقام الهندية.  |             |              |
| 82             | 2000م   | ذهب               | 22 مم - 8 غرام      | الوجه الأول النقش: صقر قريش وعلى صدره علم سوريا المستعمل في فترة الإصدار. الكتابة: القسم العلوي:الجمهورية العربية السورية، القسم السفلي: مصرف سورية المركزي، والتاريخ 1421هـ - 2000م، والفئة: ليرَة وَاحدَة بالأرقام الهندية. الوجه الثاني النقش: تمثال نصفي للرئيس الثامن عشر حافظ الأسد محاط بغصني زيتون. الكتابة: رئيس الجمهورية الفريق حافظ الأسد 1970-2000، بالأرقام الهندية. |             |              |

### فئة الليرتان
| الرقم التسلسلي | التاريخ | السبيكة           | القطر - الوزن  | الوصف | الوجه الأول | الوجه الثاني |
| -------------- | ------- | ----------------- | -------------- | --- | ----------- | ------------ |
| 83             | 1996م   | فولاذ مقاوم للصدأ | 23 مم - 6 غرام | الوجه الأول النقش: مضلع ثلاث عشري منتظم ومسرح بصرى. الكتابة: الجمهورية العربية السورية، والفئة: كتابةً: ليرتان سوريّتان، ورقماً بالارقام الهندية، الوجه الثاني النقش: مضلع ثلاث عشري منتظم وصقر قريش وعلى صدره علم سوريا المستعمل في فترة الإصدار. الكتابة: الجمهورية العربية السورية، والفئة: كتابةً: ليرتان سوريّتان، ورقماً بالارقام الهندية، والتاريخ 1416هـ - 1996م بالأرقام الهندية. |             |              |

### فئة خمسة الليرات
| الرقم التسلسلي | التاريخ | السبيكة            | القطر - الوزن       | الوصف | الوجه الأول | الوجه الثاني |
| -------------- | ------- | ------------------ | ------------------- | --- | ----------- | ------------ |
| 84             | 1996م   | نحاس ونيكل         | 24.5 مم - 5 غرام    | الوجه الأول النقش: مخمس منتظم وزخرفة نباتية وقلعة حلب. الكتابة: الجمهورية العربية السورية، والفئة: كتابةً: خمس ليرات سوريّة، ورقماً بالارقام الهندية. الوجه الثاني النقش: مخمس منتظم وصقر قريش وعلى صدره علم سوريا المستعمل في فترة الإصدار. الكتابة: الجمهورية العربية السورية والتاريخ 1416هـ - 1996م بالأرقام الهندية.                                                                      |             |              |
| 85             | 2003    | نيكل مكسو بالفولاذ | 24.5 مم - 7.53 غرام | الوجه الأول النقش: مخمس منتظم وعلامة أمنية وزخرفة نباتية وقلعة حلب. الكتابة: الجمهورية العربية السورية، والفئة: كتابةً: ليرتان سوريّتان، ورقماً بالارقام الهندية، الوجه الثاني النقش: مخمس منتظم وصقر قريش وعلى صدره علم سوريا المستعمل في فترة الإصدار. الكتابة: الجمهورية العربية السورية والتاريخ 1416هـ - 1996م بالأرقام الهندية. توجد كتابة على الحافة: (بالإنجليزية: CENTRAL BANK 5 SYP)‏ |             |              |

### فئة عشرة الليرات
| الرقم التسلسلي | التاريخ | السبيكة         | القطر - الوزن       | الوصف | الوجه الأول | الوجه الثاني |
| -------------- | ------- | --------------- | ------------------- | --- | ----------- | ------------ |
| 86             | 1996م   | نحاس ونيكل      | 26.5 مم - 7 غرام    | الوجه الأول النقش: دائرة وآثار من تدمر. الكتابة: الجمهورية العربية السورية، والفئة: كتابةً: عشر ليرات سوريّة، ورقماً بالارقام الهندية. الوجه الثاني النقش: دائرة وصقر قريش وعلى صدره علم سوريا المستعمل في فترة الإصدار. الكتابة: الجمهورية العربية السورية والتاريخ 1416هـ - 1996م بالأرقام الهندية. |             |              |
| 87             | 1997    | نحاس ونيكل      | 26.5 مم - 7 غرام    | الوجه الأول النقش:زخرفة نباتية، الوطن العربي وعلم حزب البعث (شعار الحزب). الكتابة: السابع من نيسان الذكرى الخمسون لتأسيس حزب البعث العربي الاشتراكي أمة عربية واحدة ذات رسالة خالدة، والفئة: كتابةً: عشر ليرات، ورقماً بالارقام الهندية، والتاريخ 1417هـ - 1997م بالأرقام الهندية. الوجه الثاني النقش: دائرة وصقر قريش وعلى صدره علم سوريا المستعمل في فترة الإصدار. الكتابة: الجمهورية العربية السورية والتاريخ 1417هـ - 1997م بالأرقام الهندية. |             |              |
| 88             | 2003    | نحاس ونيكل وزنك | 27.4 مم - 9.53 غرام | الوجه الأول النقش: دائرة منقطة وآثار من تدمر. الكتابة: الجمهورية العربية السورية، والفئة: كتابةً: عشر ليرات سُوريّة، ورقماً بالارقام الهندية، الوجه الثاني النقش: دائرة منقطة وعلامة أمنية، وصقر قريش وعلى صدره علم سوريا المستعمل في فترة الإصدار. الكتابة: الجمهورية العربية السورية والتاريخ 1416هـ - 1996م بالأرقام الهندية. توجد كتابة على الحافة: (بالإنجليزية: 10 SYRIAN POUNDS)‏                                                             |             |              |

### فئة 25 ليرة
| الرقم التسلسلي | التاريخ | السبيكة                                                               | القطر - الوزن     | الوصف | الوجه الأول | الوجه الثاني |
| -------------- | ------- | --------------------------------------------------------------------- | ----------------- | --- | ----------- | ------------ |
| 89             | 1995    | ثنائية المعدن: في الوسط: فولاذ مقاوم للصدأ، في المحيط ألومنيوم وبرونز | 25 مم - 6.45 غرام | الوجه الأول النقش:مقطع جانبي لرأس حافظ الأسد. الكتابة: الرئيس حافظ الأسد الذكرى الخامسة والعشرون للحركة التصحيحية. الوجه الثاني النقش: صقر قريش وعلى صدره علم سوريا المستعمل في فترة الإصدار. الكتابة: الجمهورية العربية السورية، والفئة: كتابة: خمس وعشرون ليرة سورية ورقماً مرتين بالأرقام الهندية، وتاريخ وقوع الحدث وسنة السك: 1390-1415هـ - 1970-1995م بالأرقام الهندية. |             |              |
| 90             | 1996م   | ثنائية المعدن: في الوسط: فولاذ مقاوم للصدأ، في المحيط ألومنيوم وبرونز | 25 مم - 6.45 غرام | الوجه الأول النقش: بناء مصرف سورية المركزي وجزء من ساحة السبع بحرات. الكتابة: مصرف سورية المركزي الجمهورية العربية السورية، والفئة: كتابة: خمس وعشرون ليرة سورية ورقماً مرتين بالأرقام الهندية. الوجه الثاني النقش: زخرفة نباتية وصقر قريش وعلى صدره علم سوريا المستعمل في فترة الإصدار. الكتابة: الجمهورية العربية السورية والتاريخ 1416هـ - 1996م بالأرقام الهندية. |             |              |
| 91             | 2003    | ثنائية المعدن: في الوسط: فولاذ مقاوم للصدأ، في المحيط ألومنيوم وبرونز | 25 مم - 8.4 غرام  | الوجه الأول النقش: دائرة وعلامة أمنية بناء مصرف سورية المركزي وجزء من ساحة السبع بحرات. الكتابة: مصرف سورية المركزي و(بالإنجليزية: SYRIAN ARAB REPUBLIC)‏، والفئة: كتابةً: (بالإنجليزية: TWENTY FIVE SYRIAN POUNDS)‏، ورقماً مرتين بالارقام العربية. الوجه الثاني النقش: مخمس منتظم وصقر قريش وعلى صدره علم سوريا المستعمل في فترة الإصدار. الكتابة: الجمهوريّة العربيّة السوريّة والتاريخ 1424هـ - 2003م بالأرقام الهندية. توجد كتابة على الحافة: (بالإنجليزية: 25 CENTRAL BANK OF SYRIA)‏. |             |              |

### فئة 50 ليرة
| الرقم التسلسلي | التاريخ | السبيكة | القطر - الوزن | الوصف | الوجه الأول | الوجه الثاني |
| -------------- | ------- | ------- | ------------- | --- | ----------- | ------------ |
| 92             | 2018م   | -       | -             | الوجه الأول النقش: دائرة ونصب الجندي المجهول. الكتابة: الفئة: كتابةً: خمسون ليرة سورية (بالإنجليزية: FIFTY SYRIAN POUNDS)‏، ورقماً 50 ل.س. (بالإنجليزية: SYP)‏ بالارقام الهندية، الوجه الثاني النقش: صقر قريش وعلى صدره علم سوريا المستعمل في فترة الإصدار. الكتابة: الجمهورية العربية السورية، والتاريخ 1439هـ - 2018م بالأرقام الهندية. |             |              |

## هوامش

مسكوكة 1 غرش التي تحتوي على نقاط حرف الشين المقلوبة.

1. هناك مسكوكات من فئة 1 غرش إصدار 1941م تحتوي على خطأ في التصميم، حيث أضيفت نقاط حرف الشين مقلوبةً.
2. هذا تصميم الليرة الذهبية أيضاً، وقد صدرت في نفس العام، وهي مطابقة لها شكلاً، ولكنّها بمقاس أكبر ووزن أثقل.
3. على الرغم من تغيير العلم السوري في عام 1980، وتغيير الشعار بحيث يكون على صدر الطائر درع "نُقش عليه العلم الوطني للجمهورية بألوانه"، إلا أن إصدار عام 1991 من الليرة السورية حمل الشعار القديم، أي ثلاث نجوم على الصدر، وكان إصدار عام 1994م من الليرة السورية هو أول قطعة معدنية يحمل طائرها العلم السوري على صدره بدلاً من النجوم الثلاثة.
4. هذه أول مسكوكة معدنية تحتوي الحرف (مـ) للإشارة للتقويم الميلادي والحرف (هـ) للإشارة للتقويم الهجري.

## وصلات خارجية
- مجموعة مصرف سورية المركزي.
- العملات المعدنية السورية، مجموعة من المقالات من موقع التاريخ السوري المعاصر.